# Зловещие мертвецы (альбом)
Зловещие Мертвецы — дебютный студийный (третий оригинальный) альбом советской и российской рок-группы «Сектор Газа», выпущенный 20 мая 1990 года на лейбле «Black Box».

## Об альбоме
Первый номерной альбом группы, записанный в воронежской студии «Black Box» достаточно профессионально по меркам стандартов студийной звукозаписи. В мае 1990 года был издан неофициально на магнитных лентах, официально же издать его удалось лишь в 1994 году. В 1997 году альбом переиздавался в рамках серии «Коллекция». На всех официальных изданиях этого альбома издавалась фонограмма 1990 года (за исключением бонус-трека на издании 1997 года).
...в мае 1990 года, всего за 4 дня мы "забахали" ещё два альбома: «Зловещие Мертвецы» и «Ядрёна Вошь» на двух магнитофонах «Тембр». То есть на первый "мафон" мы записали "минус", а на второй — записали "плюс" (т.е. с вокалом). Записывались так, что если ты раз ошибся во время записи, изволь петь или играть всю песню заново... 

Юрий «Хой» Клинских, из вступления к альбому «Восставший из Ада».
С этого альбома, впрочем как и с альбома «Ядрёна Вошь» — начинает формироваться уникальный стиль рок-музыки «Сектора Газа», впоследствии охарактеризованный критикой как «колхозный». Несмотря на то, что на «колхозный» жанр оказал влияние панк-рок, причислять его к панк-направлению представляется весьма проблематичным, и вероятно, «колхозный рок» или «колхозный стиль» является более компромиссным и удачным вариантом.
Музыка раннего «Сектора» формируется из смешения панк-рока, хард-рока (судя по риффингу и витиеватым солирующим партиям гитары), фолка и советской эстрады.
Тематика альбома — провинция, деревенская мистика, чёрный юмор.
...И действительно, в воздухе веет вспаханной землёй, свежим сеном, машинным маслом, духовитым первачом. По маленькой российской деревеньке, среди косых механизаторов и распаренных от портвейна доярок, во множестве бродят упыри, вурдалаки, бабы-яги и кощеи бессмертные и прочая нечисть — такое вот экзотическое население обитает в песенном мире группы «Сектор Газа»...

Александр Пигарев, «Русским духом пахнет!»,
Газета Экстра-М N11 (198) 23 марта 1996 года.

## Список композиций
Релиз альбома на кассете.
Слова и музыка всех песен — Юрий (Хой) Клинских.
| №                   | Название                   | Длительность |
| ------------------- | -------------------------- | ------------ |
| 1.                  | «Ой, Ты, Травушка Зелёная» | 6:05         |
| 2.                  | «Сифон»                    | 3:31         |
| 3.                  | «Ку-Ку»                    | 1:46         |
| 4.                  | «Русский Мат»              | 2:27         |
| 5.                  | «Без Вина»                 | 3:35         |
| 6.                  | «Голубой»                  | 2:54         |
| Общая длительность: | Общая длительность:        | 20:18        |

| №                   | Название              | Длительность |
| ------------------- | --------------------- | ------------ |
| 7.                  | «Страх»               | 3:05         |
| 8.                  | «Нас Ждут из Темноты» | 4:00         |
| 9.                  | «Вампиры»             | 4:55         |
| 10.                 | «Моя Смерть»          | 3:56         |
| 11.                 | «Когда Помрёшь»       | 3:39         |
| 12.                 | «Чёрная Магия»        | 3:41         |
| Общая длительность: | Общая длительность:   | 23:16        |

| №                   | Название              | Длительность |
| ------------------- | --------------------- | ------------ |
| 13.                 | «Русский Мат» (remix) | 6:19         |
| Общая длительность: | Общая длительность:   | 49:53        |

## Интересные заметки и факты
- Во времена космической гонки советской космонавтике значительно успешнее удавалось исследование Венеры, нежели Марса. Учёные даже в шутку прозвали её «русской планетой».[10][11] Название же композиции, взятой Хоем для заглавного вступления — «Nightflight to Venus», переводится как «Полёт на Венеру».
- Слова и основная (вокальная) мелодия песни Ой, Ты, Травушка Зелёная — основаны на русских народных частушечных куплетах, но имеющих некоторые авторские правки. Вступление к песне «Ой, Ты, Травушка Зелёная» было выполнено в форме кавер-версии на песню Boney M. «Nightflight to Venus», в то время как основная мелодия песни позаимствована из другой песни группы — «Rasputin». Всё это было сыграно в хард-роковой стилистике и записано в полуподвальных условиях, придав композиции «гаражную» сырость и необычное звучание. Инструментальная и вокальная мелодии песни «Rasputin» не являются авторской музыкой «Boney M». Так как тематика песни была посвящена Григорию Распутину, музыканты «Boney M» искали какую-нибудь славянскую мелодию, чтобы песня получилась как можно более «русской». Такая мелодия, вероятно, была взята из сербской народной «Русе косе цуро имаш». Эта грустная и неторопливая мелодия была значительно упрощена и ускорена в темпе. Существует также турецкий вариант народной песни «Kâtibim». Сказать точно, где родилась эта мелодия — на данный момент не представляется возможным: либо эта мелодия была позаимствована турками у балканских славян, либо наоборот. В 2003 году болгарским режиссёром Аделой Пеевой[болг.] снят документальный фильм «Чия е тази песен?» («Чья это песня?») о путешествиях этой мелодии среди балканских народов[12]. Само же начало принадлежит инструментальной композиции «Dance With The Devil» за авторством Кози Пауэлла, который позаимствовал мотив из песни Джимми Хендрикса «Third Stone From The Sun».
- Возможно, что инструментальное вступление на гитаре в песне Сифон было позаимствовано из песни «Back Chat» группы «Queen» c альбома «Hot Space».[13]
- Песни Без Вина и Вампиры были изначально исполнены ещё в «Акустическом Альбоме», в далёких 1981 и 1985 годах, и лишь спустя несколько лет Юрий Клинских перепел и перезаписал их для альбома «Зловещие Мертвецы» с новой аранжировкой и несколько изменёнными текстами.
- В песне Страх, в качестве инструментального вступления и проигрыша, Алексей Ушаков играл на клавишах тему на мотив припева из песни «Heaven’s on Fire», из репертуара хард-рок-группы «Kiss».[14]
- В середине песни Моя Смерть Ушаков играет коротенькое соло на мотив инструментального вступления и проигрыша эстрадной советской песни Александра Барыкина — «Букет».
- Во время записи альбома гитарист Игорь Кущев играл соло импровизируя.
- Песни Голубой, Ку-Ку, Моя Смерть, Чёрная Магия отсутствовали на первых советских изданиях альбома чтобы альбом уместился на сторону 60 минутной аудиокассеты, так же как и альбом "Ядрёна вошь". Выпустили их на магнитофонных кассетах в сентябре 1990, а также официально в 1994 году, когда «S.B.A./GALA Records Inc.» выпустила красиво оформленные альбомы группы на аудиокассетах и CD, до этого существовавших лишь в виде пиратских аудиокассет[3].
- Из-за того, что Юрий (Хой) Клинских не контролировал типографский процесс, на буклетах кассет, пластинок и дисков, изданных «Gala Records», из года в год печаталась недостоверная информация: неверный состав группы, публиковались фотографии не соответствующие хронологии, кое-где перепутаны даты и имена. Так что данный альбом не обошёлся без подобных ляпов.

## Участники записи
| - Юрий (Хой) Клинских — вокал, гитара, клавишные - Алексей Ушаков — клавишные - Сергей Тупикин — бас-гитара - Игорь (Кущ) Кущев — лидер-гитара |

### Художники и дизайнеры
- Дмитрий Самборский — обложка альбома, графика
- Дмитрий Покровский — дизайн издания 1994 года
- Александр Липатов — дизайн издания 1997 года

## Кавер-версии песен
- Песня «Страх» была перезаписана группой «Бахыт Компот» для трибьюта 2005 года группе «Сектор Газа».
- Песня «Русский мат» была перезаписана рок-группой «Декабрь», которая вошла в их номерной альбом «Жара декабря» (2015) под названием «Матерщина».[15]